# Decachorda bouovieri
Decachorda bouovieri är en fjärilsart som beskrevs av Erich Martin Hering 1930. Decachorda bouovieri ingår i släktet Decachorda och familjen påfågelsspinnare. Inga underarter finns listade i Catalogue of Life.